# Топору
Топору (рум. Toporu) — село у повіті Джурджу в Румунії. Адміністративний центр комуни Топору.
Село розташоване на відстані 58 км на південний захід від Бухареста, 28 км на північний захід від Джурджу.

## Населення
За даними перепису населення 2002 року у селі проживали 1686 осіб. Усі жителі села рідною мовою назвали румунську.
Національний склад населення села:
| Національність | Кількість осіб | Відсоток |
| -------------- | -------------- | -------- |
| румуни         | 1633           | 96,9%    |
| цигани         | 51             | 3,0%     |